# Magrè sulla Strada del Vino
Magrè sulla Strada del Vino (alemany Margreid an der Weinstraße) és un municipi italià, dins de la província autònoma de Tirol del Sud. És un dels municipis del districte d'Überetsch-Unterland. L'any 2007 tenia 1.188 habitants. Comprèn la fracció d'Unterfennberg (Favogna di Sotto). Limita amb els municipis de Kurtatsch an der Weinstraße, Kurtinig an der Weinstraße, Neumarkt, Roverè della Luna i Salurn.

## Situació lingüística
| Pertinença lingüística (cens 2001) | 83,49% alemany |
| Pertinença lingüística (cens 2001) | 15,96% italià  |
| Pertinença lingüística (cens 2001) | 0,56% ladí     |

## Administració

Territori comunal

| Període | Identitat                | Partit |
| ------- | ------------------------ | ------ |
| 2004-   | Theresia Degasperi Gozzi | SVP    |